# Willis Gibson
Willis Gibson (* 27. Januar 2010), online auch bekannt als Blue Scuti, ist ein amerikanischer Tetris-Spieler aus Stillwater, Oklahoma. Er ist vor allem dafür bekannt, dass er am 21. Dezember 2023 als erster Mensch das Spiel „besiegte“, indem er einen Kill-Screen bei Level 157 auslöste, der bis dahin noch nicht erreicht worden war, und damit das Spiel zum Absturz brachte.
Gibson begann sich im Alter von 11 Jahren für Tetris zu interessieren, nachdem er entsprechende Inhalte auf YouTube gesehen hatte. Später begann er, das Spiel wettkampfmäßig zu betreiben: Er übernahm die Rolltechnik, um die Spielsteine schneller zu bewegen, und nahm an Turnieren teil, darunter die Classic Tetris World Championship im Jahr 2023, bei der er den dritten Platz belegte. Nachdem andere Tetris-Spieler, darunter Justin Yu, versuchten hatten, den Killscreen des Spiels zu erreichen, folgte Gibson diesem Beispiel und schaffte es schließlich. Nach diesem Erfolg erhielt er internationale Aufmerksamkeit und wurde von der The New York Times und Good Morning America interviewt. In einem dieser Interviews widmete Gibson seinen Erfolg seinem verstorbenen Vater Adam. Er gilt als einer der besten Tetris-Spieler in den Vereinigten Staaten.

## Tetris-Karriere

### Hintergrund
Gibson begann 2021 im Alter von 11 Jahren mit dem Puzzle-Videospiel Tetris aus dem Jahr 1985, nachdem er über YouTube auf das Spiel aufmerksam geworden war. Das Spiel war anfangs „hauptsächlich ein Hobby“, wie er in einem Interview 2023 sagte. Später entwickelte sich daraus ein Online-Wettkampf gegen andere Spieler und ein Live-Streaming unter dem Nicknamen „Blue Scuti“, benannt nach dem Stern UY Scuti. Gibson nahm an mehreren Gaming-Turnieren teil und belegte unter anderem bei der Classic Tetris World Championship (CTWC) im Oktober 2023 den dritten Platz und gewann 1500 US-Dollar. Mit 13 Jahren war Gibson der jüngste Teilnehmer. Gibson gewann später im Jahr 2024 sein erstes Live-Turnier bei einem regionalen Turnier in Kansas City und nahm beim Heart-of-Texas-Turnier in Waco vom 20. bis 21. Januar 2024 teil.

### Tetris-Kill-Screen
Nach der CTWC im Oktober 2023 begann Gibson mit dem Versuch, den „Kill-Screen“ von Tetris zu erreichen. Dabei handelt es sich um einen Punkt am Ende des Spiels, an dem der Code des Spiels fehlerhaft ist, und das Spiel aufgrund der Hardwarebeschränkungen des NES abstürzt. Dieser Kill-Screen konnte bisher nur von KIs erreicht werden. Inspiriert wurde Gibson von seinem Tetris-Kollegen und YouTuber Justin Yu (Nickname „Fractal161“), der nach der CTWC seine Absicht bekannt gab, den Kill-Screen zu erreichen. Um seine Fähigkeiten im späten Spiel zu verbessern, begann Gibson, die schwierigsten Level des Spiels zu spielen, die wegen ihrer dunkleren und verzerrten Farben der Blöcke, die durch einen Fehler im späten Spiel verursacht wurden, die Spitznamen „Dusk“ (Dämmerung) und „Charcoal“ (Holzkohle) tragen.
Am 21. Dezember 2023 war Gibson der erste Mensch, der das Spiel auf der NES-Version von Tetris „besiegte“, nachdem er Level 157 erreicht und den Kill-Screen ausgelöst hatte. Der Rekordversuch dauerte 38 Minuten und wurde am 2. Januar 2024 auf Gibsons YouTube-Kanal unter dem Titel „The First Time Somebody Has Ever „Beat“ Tetris“ hochgeladen. Zum Zeitpunkt der Aufzeichnung war es auch das Spiel mit der höchsten Gesamtpunktzahl in Tetris.
Die New York Times führte ein Interview mit ihm, und Good Morning America strahlte das rekordverdächtige Video im Fernsehen aus. In einer Erklärung gratulierte Maya Rogers, CEO der Tetris Company, Gibson zu seiner „Leistung, die alle erwarteten Grenzen“ des Spiels gesprengt habe. Der Präsident des CTWC, Vince Clemente, sagte dazu: „Das ist im Grunde etwas, was alle für unmöglich hielten“ und dass das ganze Ereignis „unglaublich“ sei. Am 5. Januar 2024 wurde Gibsons Reaktion nach dem Sieg „Ich kann meine Finger nicht mehr spüren“ zum Zitat des Tages in der New York Times. Am selben Tag sprachen die Tetris-Mitbegründer Alexey Pajitnov und Henk Rogers per Videoanruf mit Gibson und bezeichneten seinen Durchgang als „amazing, amazing achievement.“ (erstaunliche, erstaunliche Leistung.). Während des Treffens widmete Gibson die Leistung seinem kürzlich verstorbenen Vater.
Das US-amerikanische Monatsmagazin Wired führte das große Medieninteresse auf die „kulturelle Besessenheit“ zurück, dass das Spiel im Jahr 2023 wieder aufleben zu lassen, und auf die Zunahme negativer Nachrichten zu Beginn des neuen Jahres 2024. Während die Medienreaktion auf Gibson ebenfalls weitgehend positiv ausfiel, bemerkte die Sky-News-Moderatorin Jayne Secker, dass „ich als Mutter einfach sagen würde: Weg vom Bildschirm, raus an die frische Luft“ und dass „Tetris zu schlagen kein Lebensziel ist“. Diese Kommentare lösten heftige Reaktionen aus.

### Jüngere Geschichte
Gibson nahm am 20. Januar 2024 am Heart of Texas Turnier in Waco teil. Obwohl er im Halbfinale verlor, wurde ihm ein „Anstieg der Aufmerksamkeit und Popularität“ während des Turniers zugeschrieben und die Zuschauerzahlen „wuchsen jedes Mal, wenn Gibson antrat“.
Vom 8. bis 9. Juni nahm Gibson an der Classic Tetris World Championship 2024 teil. Während Gibson im Viertelfinale gegen Tristan Kwai („Tristop“) ausschied, der daraufhin den 3. Platz belegte, spielte und gewann er vor allem gegen den WWE-Wrestler und Youtuber Logan Paul, der ein WWE SmackDown ausließ, um an der Meisterschaft teilzunehmen, die er als einen seiner Träume seit seiner Kindheit bezeichnete.
Gibson gilt als einer der besten Tetris-Spieler in den Vereinigten Staaten.

## Spielstil

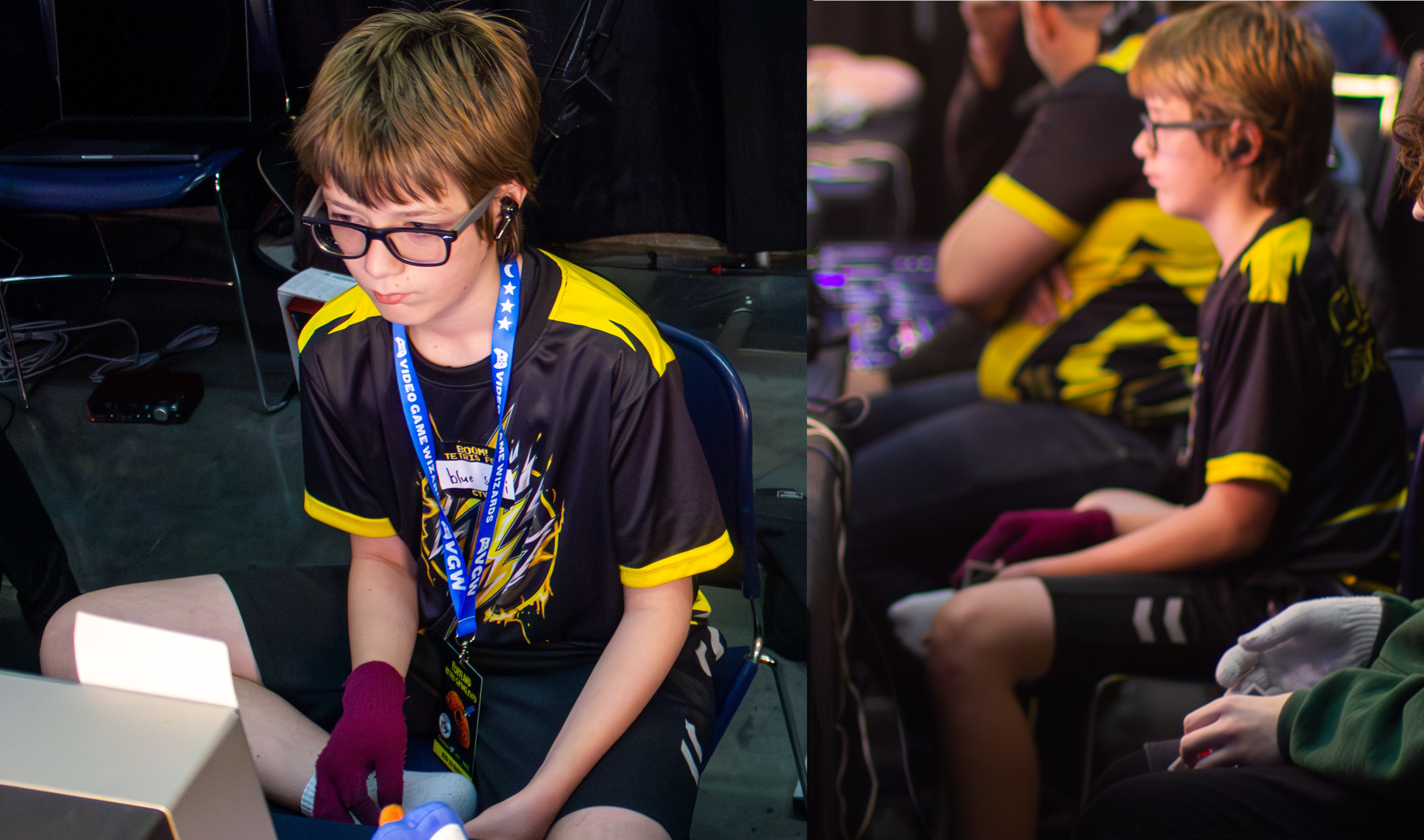
Während Gibson Tetris spielt, hält er den Spielcontroller zwischen seinem linken Knie und seinem rechten Fuß. Mit den Fingern der rechten Hand trommelt er auf die Rückseite des Controllers und mit der linken Hand drückt er schnell auf die Tasten.

Gibsons Spielstil wurde von der Stillwater News Press als „aggressiv“ beschrieben. Im Jahr 2021 lernte er zunächst, das Spiel mit der Hypertapping-Technik zu spielen, aber als die schnellere Rolltechnik entdeckt wurde, wechselte er seinen Spielstil zu dieser Technik. Die Kombination aus Geschicklichkeit, Aggressivität und Beherrschung der Rolltechnik wurde Gibson für seine guten Leistungen im Spiel angerechnet. Gibson spielt oft mit dem Controller auf seinem rechten Fuß, den er gegen sein linkes Knie drückt, während seine rechte Hand die Roll- und Tippbewegungen ausführt. Er trägt einen Handschuh an der rechten Hand, um die Reibung bei sich wiederholenden Aktionen zu verringern.

## Persönliches
Gibson wurde am 27. Januar 2010 in Stillwater, Oklahoma, als Sohn von Karin Cox, selbst Gamerin und Highschool-Mathematiklehrerin, und Adam Gibson, der im Dezember 2023 verstarb, geboren.
Neben Tetris und anderen Retro-Spielen gehören das Spielen in der Spielhalle, Bowling und Radfahren zu Gibsons Hobbys. Obwohl Gibson mit Tetris erfolgreich ist, sagt er, dass er keine Karriere im E-Sport anstrebt und stattdessen plant, das gewonnene Geld für das College zu verwenden. In einem Interview mit der australischen Morgensendung Today erwähnte Gibson Super Mario Bros. als ein Spiel, an dem er sich möglicherweise als Nächstes versuchen wolle.

## Wettbewerbs-Rekorde
| Jahr | Meisterschaft                                | Spielstand | Endplatzierung | Ref.          |
| ---- | -------------------------------------------- | ---------- | -------------- | ------------- |
| 2022 | CTM March Futures Circuit                    | 2–1        | Anwärter       | [ 24 ]        |
| 2022 | CTM April Community Tier 1                   | 3–1        | 2. Platz       | [ 25 ]        |
| 2022 | CTM May Challengers Circuit                  | 0–1        | Anwärter       | [ 26 ]        |
| 2022 | CTM July Challengers Circuit                 | 0–1        | Anwärter       | [ 27 ]        |
| 2023 | CTM January Hopefuls Circuit                 | 1–1        | Anwärter       | [ 28 ]        |
| 2023 | CTM March Challengers Circuit                | 2–1        | Anwärter       | [ 29 ]        |
| 2023 | CTM Mega Masters                             | 1–1        | Anwärter       | [ 30 ]        |
| 2023 | CTM Lone Star Championship                   | 0–1        | Anwärter       | [ 31 ]        |
| 2023 | CTM September Masters Event                  | 0–1        | Anwärter       | [ 32 ]        |
| 2023 | Classic Tetris World Championship            | 3–1        | 3. Platz       | [ 4 ]         |
| 2023 | CTM November Masters Event                   | 1–1        | Anwärter       | [ 33 ]        |
| 2023 | CTM December Masters Event                   | 4–0        | 1. Platz       | [ 34 ]        |
| 2024 | CTWC Kansas City Regional                    | 3–0        | 1. Platz       | [ 35 ]        |
| 2024 | CTM January Masters Event                    | 0–1        | Anwärter       | [ 36 ]        |
| 2024 | CTWC Heart of Texas                          | 1–1        | Anwärter       | [ 37 ]        |
| 2024 | Classic Tetris Level 12 RETURNS (Division 1) | 3–0        | 1. Platz       | [ 38 ]        |
| 2024 | CTM February Masters Event                   | 1–1        | Anwärter       | [ 39 ]        |
| 2024 | CTM Mega Masters                             | 4–1        | Anwärter       | [ 40 ]        |
| 2024 | CTM April Master Event                       | 0–1        | Anwärter       | [ 41 ]        |
| 2024 | CTM May Masters Event                        | 3–1        | 2. Platz       | [ 42 ]        |
| 2024 | Classic Tetris World Championship            | 2–1        | Anwärter       | [ 18 ] [ 19 ] |